# Mairos
Mairos é uma povoação portuguesa sede da Freguesia de Mairos do Município de Chaves, freguesia com 11,67 km² de área e 271 habitantes (censo de 2021), tendo, por isso, uma densidade populacional de 23,2 hab./km².

## História
Maiors integrou o concelho de Monforte de Rio Livre até 31 Dezembro de 1853 e a partir dessa data passou para o concelho (atual município) de Chaves.

## Demografia
A população registada nos censos foi:
| Distribuição da População por Grupos Etários | Distribuição da População por Grupos Etários | Distribuição da População por Grupos Etários | Distribuição da População por Grupos Etários | Distribuição da População por Grupos Etários |
| -------------------------------------------- | -------------------------------------------- | -------------------------------------------- | -------------------------------------------- | -------------------------------------------- |
| Ano                                          | 0-14 Anos                                    | 15-24 Anos                                   | 25-64 Anos                                   | > 65 Anos                                    |
| 2001                                         | 52                                           | 42                                           | 175                                          | 90                                           |
| 2011                                         | 28                                           | 39                                           | 160                                          | 117                                          |
| 2021                                         | 16                                           | 18                                           | 128                                          | 109                                          |

## Património
- Capela de Nossa Senhora do Rosário
- Capela do Santiago
- Cruzeiro, Santa Apolónia e Peto
- Santos protetores que se encontravam nas três principais entradas da aldeia.
- Casa onde viveu o Abade Baçal
- Casa de Pereira
- Arte rupestre

Existem três interessantíssimas estações de arte rupestre ao ar livre, que bem poderão considerar-se santuários rupestres: a fraga da Moeda, Tripe e Outeiro do Salto; todas elas situadas a oeste da povoação de Mairos, estando relativamente próximas entre si, são muito diferenciadas na sua simbologia.
- Povoados pré-históricos[7]
  - Estação arqueológica da Soutilha: povoado eneolítico compreendido entre a Idade da Pedra Polida e Idade do Cobre.
  - Castro da Tróia (ou Muro): povoado compreendido entre a idade do bronze e o século I.